# Fjärrsyn
Fjärrsyn kan även betyda television.
Fjärrsyn är den påstådda förmågan att se och redogöra för objekt och händelseförlopp som inte kan nås med människans normala sinnen, det vill säga objekt eller händelseförlopp som är dolda eller på avlägset avstånd. En person som påstås utöva fjärrsyn har kallats somnambul, klärvoajant, siare, fjärrskådare, medium eller remote-viewer. 
Fjärrsyn är inte vetenskapligt belagt och räknas som ett så kallat övernaturligt fenomen.

## Historia
Fjärrsyn förekommer i litteraturen åtminstone från slutet av 1700-talet då det sägs vara en av de förmågor som uppstår i det somnambula, sömnlika, tillståndet skapat genom animal magnetism. Det ansågs vara en förmåga som inföll sig i den sjätte eller allmänna klarhetsgraden då magnetismpatienten påstods träda i högre förbindelse med naturen och i kraft av sina förhöjda sinnesförmögenheter kunde se in i det förgångna, det frånvarande nuet och framtiden. Frederic Myers kallade i slutet på 1800-talet förmågan för telesti, med vilket han avsåg "direkt iakttagelse på avstånd utan sinnenas medverkan."  Inom den moderna parapsykologin benämns förmågan "remote-viewing".
Experiment med fjärrsyn har skett åtminstone sedan början av 1900-talet. Wasielewskis och Tischners försök med fröken v.B. (pseudonym) publicerades 1920 och 1921. Waslielewski menade sig stå i klärvoajant förbindelse med v.B. då han befann sig i Thüringen och hon vid Rivieran på 800 kilometers avstånd. Tio år senare publicerade författaren Upton Sinclair arbetet Mental Radio i vilket han redogör för sina experiment med hustrun Mary som påstods kunna följa makens förehavanden på avstånd oavsett om hon var i vaket eller sovande tillstånd. Hettinger publicerade 1952 Telepathy and Spiritism där han beskriver experiment med transatlantisk fjärrsyn. 1974 publicerades en uppmärksammad artikel av fysikerna Russell Targ och Harold Puthoff i tidskriften Nature: "Information Transfer under Conditions of Sensory Shielding". Redaktionen förklarade i numrets ledare att Targs och Puthoffs rapport uppvisade flera allvarliga metodologiska brister och egentligen borde refuserats men man publicerade artikeln för att stimulera och lyfta fram en diskussion snarare än tränga undan den. I artikeln redogjorde författarna för hundratals lyckade experiment vid Stanford Research Institute och menade att vem som helst som är öppen för möjligheten kan fjärrse. Targ och Puthoff lanserade också den nya termen remote-viewing och utvecklade sina teorier vidare i egna boken Mind-Reach. Andra forskare visade så småningom att Targs och Puthoffs experiment led av sådana metodologiska brister att deras resultat inte alls ger det stöd åt en fjärrsynshypotes som Targ och Puthoff menade.
Targs och Puthoffs forskningsprojekt finansierades av federala myndigheter och pågick trots kritik i över tjugo år. Under 1970- och 1980-talet utfördes arbetet vid Stanford Research Institute och fortsatte mellan 1992 och 1994 vid Science Applications International Corporation (SAIC). Targ lämnade projektet 1982 och Puthoff 1985. Arbetet fortsatte under ledning av Edwin May. Projektets finansiering ökade betydligt och nya procedurer infördes för att kompensera de metodologiska brister som präglat Targs och Puthoffs arbete. I mitten av 1980-talet tillsattes en utredning av National Academy of Sciences som fann ringa eller inga bevis för effektiviteten av de förmågor som projektet studerade. Projektet levde dock vidare, enligt May på grund av inflytelserika personer som gav det sitt stöd. Tio år senare, i september 1995, tillsatte American Institutes for Research på uppdrag av CIA en undersökningskommission bestående av forskarna Jessica Utts och Ray Hyman. Även om de inte var helt överens i sina slutsatser ledde Utts och Hymans utredning till att forskningsprogrammet lades ned helt. Under den tid projektet pågått hade det kostat drygt 22 miljoner dollar, varav 10 procent kom från CIA. En del av de personer som var inblandade i projektet och deras arbete har skildrats i dokumentärfilmaren Jon Ronsons bok The Men Who Stare at Goats.